# Католицька церква в Сенегалі

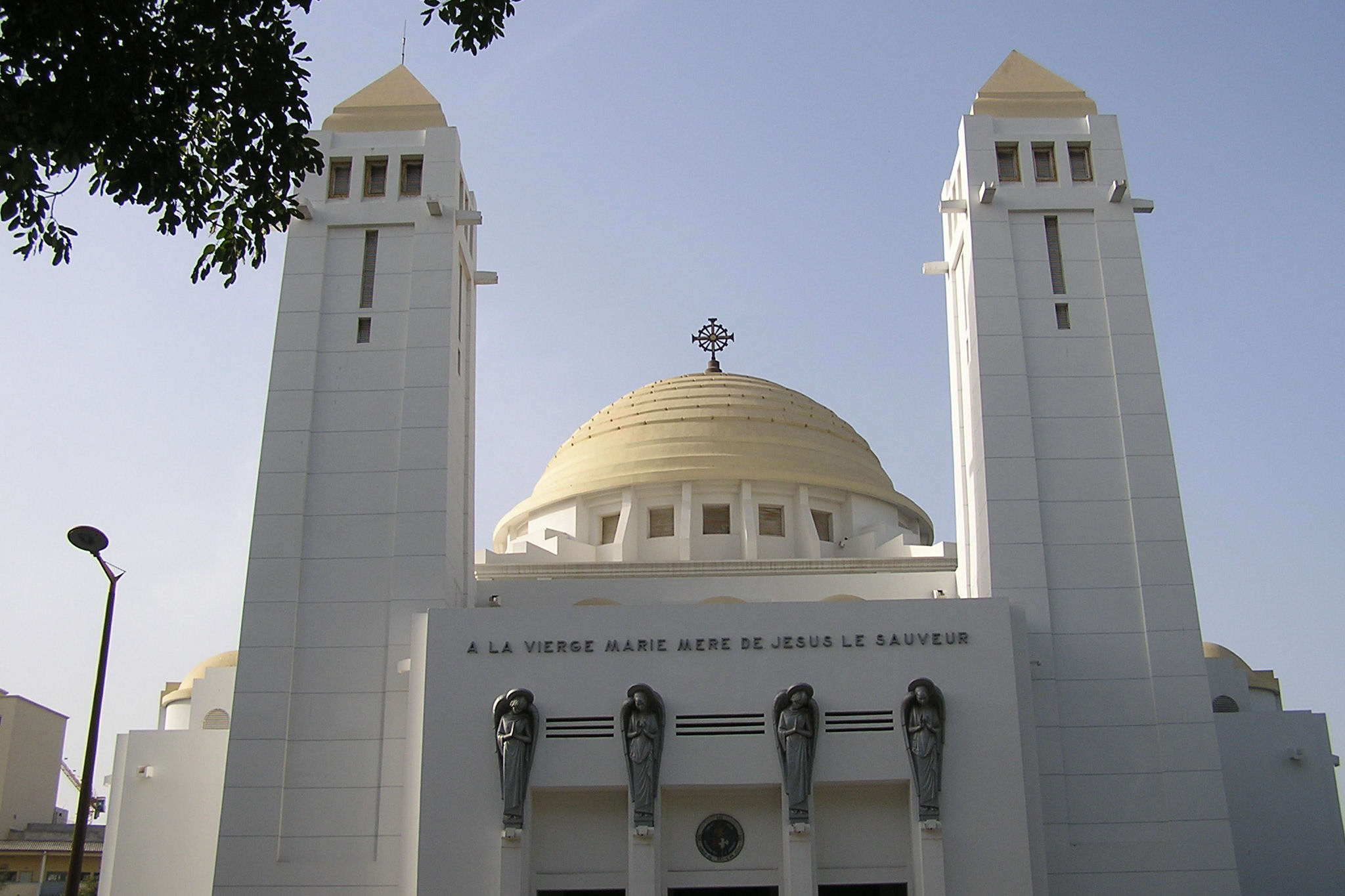
Дакар, Сенегал

Като́лицька це́рква в Сенега́лі — друга християнська конфесія Сенегалу. Складова всесвітньої Католицької церкви, яку очолює на Землі римський папа. Керується конференцією єпископів. Станом на 2004 рік у країні нараховувалося близько 673 000 католиків (6,5% від усього населення). Існувало 7 діоцезій, які об'єднували 125 церковних парафій.  Кількість  священиків — 394 (з них представники секулярного духовенства — 267, члени чернечих організацій — 127), постійних дияконів — 0, монахів — 336, монахинь — 719.